# Lempertz
Lempertz är ett tyskt auktionshus som grundades 1798 och till en början var specialiserat på böcker och manuskript. 
Auktionen av Wilhelm Schlegels bibliotek lade grunden till företagets goda rykte inom området. 1875 flyttade verksamheten till Köln och verksamheten började omfatta även konstverk och målningar. Under andra världskriget förstördes byggnaden som huserade Lempertz men efter kriget återuppstod företaget och återetablerade sig som en ledande aktör på den tyska auktionsmarknaden. I slutet på 1950-talet började Lempertz även att erbjuda samtida konst och 1965 bildades Lempertz Contempora för att även etablera sig på den samtida konstmarknaden.